# 山下町 (弘前市)
山下町（やましたちょう）は、江戸期から現在にかけての青森県弘前市の地名。郵便番号は036-8011。2017年6月1日現在の人口は16人、世帯数は7世帯。

## 地理
青森県道31号弘前鯵ケ沢線沿いに位置し、町域の北部は南柳町、東部は北瓦ケ町、南部は田代町、西部は徳田町に接する。

## 歴史
- 寛文13年 - 弘前城築城当初から城下ではないが、弘前中惣屋敷絵図によれば、不完全ながら町割りがされている。
- 延宝5年 - 弘前惣御絵図によれば瓦町向町とある。

### 沿革
- 江戸期 - 弘前城下の一町。
- 明治初年〜明治22年 - 弘前を冠称。
- 1899年（明治22年） - 弘前市に所属。

## 施設

### 医療
- 近江整形外科

## 小・中学校の学区
市立小・中学校に通う場合、学区は以下の通りとなる。
| 大字   | 番地 | 小学校             | 中学校             |
| ------ | ---- | ------------------ | ------------------ |
| 山下町 | 全域 | 弘前市立大成小学校 | 弘前市立第三中学校 |

## 交通
- 弘南バス - 中央通り二丁目（土手町循環100円バス、他）停留所。